# Dryptodon incurvus
Dryptodon incurvus là một loài Rêu trong họ Grimmiaceae. Loài này được (Hoppe & Hornsch.) Brid. mô tả khoa học đầu tiên năm 1826.